# 馬宗槤
馬宗璉（1757年—1802年10月25日），一作马宗琏，字鲁陈，一字器之。安徽桐城县（今桐城市）人。清代官员、作家。
姚鼐之甥。生于乾隆二十二年（1757年），少事其舅姚鼐学文词，後受学於邵晋涵、任大椿、王念孫等人。乾隆五十一年（1786年）鄉試中舉，历任合肥、休宁、东流教谕。嘉庆六年（1801年）中进士，次年九月二十九日卒。著有《春秋左傳補注》三卷，与顾炎武、惠栋两家《左传补注》并称。有子马瑞辰。